# 戶部敦夫
戶部敦夫（日语：／ Tobe Atsuo），日本男性動畫師、人物設計師、機械設計師。父親是演出家戶部信一，母親是已故配音員小原乃梨子。

## 參加作品

### 電視動畫
1981年
- 最強機器人 大王者（動畫）
- 福星小子 (1981年版)（動畫、原畫）

1982年
- 愛的戰士彩虹俠（動畫）

1983年
- 亞空大作戰斯蘭格爾（原畫）
- 超時空要塞（原畫）
- 銀河疾風流離我（OP動畫）
- 足球小將翼 (1983年版)（原畫）
- 超時空世紀歐卡斯（原畫）
- 機甲創世記莫斯比達（原畫）

1984年
- 超時空騎團南十字宮（原畫）
- 超攻速加爾比昂（日语：超攻速ガルビオン）（原畫）
- 魔法妖精貝露莎（原畫）

1985年
- 魔法之星愛美（原畫）

1986年
- 魔法偶像粉彩筆由美（日语：魔法のアイドルパステルユーミ）（原畫）
- 褞袍超人（原畫）

1989年
- 機動警察（作畫監督）
- 天空戰記（OP動畫）

1994年
- BLUE SEED（作畫監督）

1995年
- 神秘的世界（作畫監督）
- 秀逗魔導士（作畫監督）

1996年
- 天才寶貝（原畫）
- 秀逗魔導士NEXT（作畫監督）

1997年
- 秀逗魔導士TRY（作畫監督、分鏡）
- 貓狐警探（日语：はいぱーぽりす）（作畫監督）
- 幸運騎士L（日语：フォーチュン・クエストL）（作畫監督）

1998年
- 失落的宇宙（OP動畫）
- Generator Gawl（日语：ジェネレイターガウル）（作畫監督）
- 機動神腦（作畫監督）

1999年
- A.D.POLICE（日语：A.D.POLICE）（作畫監督）
- ∀鋼彈（作畫監督）
- 狂野歷險 Twilight Venom（日语：ワイルドアームズ トワイライトヴェノム）（作畫監督）

2000年
- 犬夜叉（作畫監督）
- 時間飛船2000 怪盗閃亮超人（日语：タイムボカン2000 怪盗きらめきマン）（作畫監督）
- 純情房東俏房客（作畫監督）

2001年
- 激鬥戰車（人物設定、作畫監督）

2004年
- 陰陽大戰記（分鏡）
- Keroro軍曹（分鏡）
- 烘焙王（人物設定[1][2]、作畫監督、分鏡）

2006年
- 無罪的維納斯（作畫監督）
- 結界師（設計協力、作畫監督、分鏡）

2007年
- 鋼鐵神吉克（分鏡）

2008年
- 深淵傳奇（分鏡、作画監督）
- 企鵝找麻煩（分鏡）
- 小雙俠 (2008年版)（作畫監督）

2009年
- 犬夜叉 完結篇（分鏡、作畫監督）

2010年
- 企鵝找麻煩Max（分鏡）

2011年
- 魔法可比（日语：はっぴーカッピ）（分鏡）
- 企鵝找麻煩DX？（分鏡）

2012年
- ZETMAN（作畫監督）
- 夏色奇蹟（原畫）
- 王者天下（人物設定[3]、分鏡、作畫監督）
- 窮神（原畫）
- 機動戰士鋼彈AGE（原畫）

2013年
- 幕末義人傳 浪漫（原畫）
- Aikatsu！偶像活動！（分鏡）

2014年
- 獻給某飛行員的戀歌（作畫監督）
- 鋼彈G之復國運動（機械作畫監督、原畫）

2015年
- 境界之輪迴（作畫監督）

2016年
- 境界之輪迴 (第2系列)（作畫監督）
- 偶像學園STARS！（分鏡）

2017年
- 覆面系NOISE（原畫）
- 小松先生 (第2期)（分鏡）

2018年
- 波吉!! 發明 閃亮模力小天才（分鏡）

2020年
- 半妖的夜叉姬（分鏡、作畫監督）

2022年
- 機動戰士鋼彈 水星的魔女（機械作畫監督、人物作畫監督）

2023年
- 虛構推理 Season2（作畫監督）

### 電影動畫
2004年
- 劇場版 犬夜叉：紅蓮的蓬萊島（作畫監督）

2009年
- 劇場版 企鵝找麻煩：幸福的青鳥（分鏡）

2010年
- 劇場版 銀魂：新譯紅櫻篇（原畫）

2011年
- 哆啦A夢：新·大雄與鐵人兵團 ～振翅吧 天使們～（原畫）

2013年
- 劇場版 銀魂 完結篇：永遠的萬事屋（原畫）
- 哆啦A夢：大雄的秘密道具博物館（原畫）

2014年
- 哆啦A夢：新·大雄的大魔境 ～扁扁與5人之探險隊～（原畫）

2016年
- 哆啦A夢：新·大雄的日本誕生（原畫）

### OVA
1987年
- 搞怪拍檔（OP原畫）

1988年
- 銀河英雄傳說 第1期（原畫）

1989年
- 敵人是海賊 ～貓咪們的饗宴～（日语：敵は海賊〜猫たちの饗宴〜）（作畫監督）

1990年
- 暗黑神話（原畫）

1993年
- 流星機學生霸（日语：流星機ガクセイバー）（作畫、人物設定、機械設定、原畫、OP原畫、ED原畫）

1994年
- 新·甜心戰士（作画監督）

1996年
- （機械設定）

2003年
- 魔神凱撒 死鬥！暗黑大將軍（作畫監督）

2004年
- 新蓋特機器人（分鏡、作畫監督）

2010年
- 機動戰士鋼彈UC（原畫）

### 網路動畫
2020年
- 鋼彈創鬥者 潛網大戰Re:RISE（分鏡）